# Nandy
Nandy és un municipi francès, situat al departament de Sena i Marne i a la regió de Illa de França. L'any 2007 tenia 5.903 habitants.
Forma part del cantó de Saint-Fargeau-Ponthierry, del districte de Melun i de la Comunitat d'aglomeració Grand Paris Sud Seine-Essonne-Sénart.

## Demografia

### Població
El 2007 la població de fet de Nandy era de 5.903 persones. Hi havia 1.880 famílies, de les quals 272 eren unipersonals (128 homes vivint sols i 144 dones vivint soles), 352 parelles sense fills, 1.000 parelles amb fills i 256 famílies monoparentals amb fills.
La població ha evolucionat segons el següent gràfic:
Habitants censats

### Habitatges
El 2007 hi havia 2.019 habitatges, 1.920 eren l'habitatge principal de la família, 41 eren segones residències i 58 estaven desocupats. 1.403 eren cases i 612 eren apartaments. Dels 1.920 habitatges principals, 1.184 estaven ocupats pels seus propietaris, 700 estaven llogats i ocupats pels llogaters i 36 estaven cedits a títol gratuït; 35 tenien una cambra, 126 en tenien dues, 237 en tenien tres, 610 en tenien quatre i 912 en tenien cinc o més. 1.646 habitatges disposaven pel capbaix d'una plaça de pàrquing. A 864 habitatges hi havia un automòbil i a 926 n'hi havia dos o més.

### Piràmide de població
La piràmide de població per edats i sexe el 2009 era:
| Homes | Edats   | Dones |
| ----- | ------- | ----- |
| 0     | 95 o +  | 0     |
| 0     | 90 a 94 | 0     |
| 0     | 85 a 89 | 4     |
| 0     | 80 a 84 | 16    |
| 8     | 75 a 79 | 28    |
| 16    | 70 a 74 | 20    |
| 40    | 65 a 69 | 20    |
| 36    | 60 a 64 | 40    |
| 100   | 55 a 59 | 116   |
| 212   | 50 a 54 | 168   |
| 296   | 45 a 49 | 288   |
| 280   | 40 a 44 | 340   |
| 272   | 35 a 39 | 300   |
| 176   | 30 a 34 | 208   |
| 204   | 25 a 29 | 172   |
| 236   | 20 a 24 | 232   |
| 280   | 15 a 19 | 376   |
| 360   | 10 a 14 | 332   |
| 248   | 5 a 9   | 280   |
| 208   | 0 a 4   | 168   |

## Economia
El 2007 la població en edat de treballar era de 4.239 persones, 3.170 eren actives i 1.069 eren inactives. De les 3.170 persones actives 2.909 estaven ocupades (1.489 homes i 1.420 dones) i 261 estaven aturades (122 homes i 139 dones). De les 1.069 persones inactives 234 estaven jubilades, 572 estaven estudiant i 263 estaven classificades com a «altres inactius».

### Ingressos
El 2009 a Nandy hi havia 1.924 unitats fiscals que integraven 6.034,5 persones, la mediana anual d'ingressos fiscals per persona era de 20.598 €.

### Activitats econòmiques
Dels 99 establiments que hi havia el 2007, 2 eren d'empreses de fabricació d'altres productes industrials, 18 d'empreses de construcció, 19 d'empreses de comerç i reparació d'automòbils, 5 d'empreses de transport, 6 d'empreses d'hostatgeria i restauració, 4 d'empreses d'informació i comunicació, 2 d'empreses immobiliàries, 18 d'empreses de serveis, 14 d'entitats de l'administració pública i 11 d'empreses classificades com a «altres activitats de serveis».
Dels 25 establiments de servei als particulars que hi havia el 2009, 1 era una oficina de correu, 1 autoescola, 1 paleta, 7 guixaires pintors, 1 fusteria, 3 lampisteries, 1 electricista, 3 perruqueries, 5 restaurants i 2 agències immobiliàries.
Dels 5 establiments comercials que hi havia el 2009, 1 era un hipermercat, 1 una botiga de més de 120 m², 1 una peixateria, 1 una sabateria i 1 una joieria.

## Equipaments sanitaris i escolars
L'únic equipament sanitari que hi havia el 2009 era una farmàcia.
El 2009 hi havia 2 escoles maternals i 3 escoles elementals. Nandy disposava d'un col·legi d'educació secundària amb 323 alumnes.

## Poblacions més properes
El següent diagrama mostra les poblacions més properes.